# Lécussan
Lécussan är en kommun i departementet Haute-Garonne i regionen Occitanien i södra Frankrike. Kommunen ligger i kantonen Montréjeau som tillhör arrondissementet Saint-Gaudens. År 2022 hade Lécussan 260 invånare.

## Befolkningsutveckling
Antalet invånare i kommunen Lécussan
Referens:INSEE